# Royal School of Mines
La Royal School of Mines (en inglés: Escuela Real de Minas) es una institución académica del Reino Unido con base en Londres, fundada en 1851. Es la sede de los departamentos de ciencia de materiales, geología y ciencias de la tierra del Imperial College London.